# Талицы (Ивановская область)
Та́лицы — село (с 1991 по 2004 год — посёлок городского типа) в Южском районе Ивановской области России. Административный центр Талицко-Мугреевского сельского поселения.

## География
Село расположено на правом берегу реки Лух, на границе Ивановской, Владимирской и Нижегородской областей. Находится в 20 км по прямой к юго-востоку от районного центра города Южа на автодороге 24Н-323 Южа – Талицы – Мугреевский.
Своё название село получило от небольшой реки Талицы (в настоящее время также известна как Чернушка), которая не замерзала полностью даже в сильные морозы из-за большого количества подводных ключей.

## История

### Дореволюционный период
Первое упоминание о Талицах в источниках относится к 1887 году. В этот период земли, богатые лесом и дичью, вдоль реки Лух принадлежали фабрикантам Морозовым и князю Щербатому.
Основание населённого пункта связано с деятельностью лесничего Игнатия Фомича Белаша (1873—1946), уроженца Рязанщины, который приехал сюда по службе в 1905 году и построил первый дом, сохранившийся до настоящего времени.

### Советский период
Активное развитие посёлка началось после Октябрьской революции. В 1920 году было принято решение о строительстве на реке Лух гидроэлектростанции (ЮжГРЭС), однако позже проект был признан нецелесообразным и свёрнут.
В 1934 году был образован Талицкий сельсовет в составе Южского района. В 1935 году на базе несостоявшегося строительства ГРЭС постановлением ЦК ВКП(б) и Совнаркома СССР была создана Южская детская трудовая колония (ЮДТК) для беспризорных детей, начальником которой был назначен Иван Дмитриевич Березин. Выбор места был обусловлен его удалённостью от транспортных магистралей и расположением среди лесов и болот, что обеспечивало надёжную изоляцию.
С 1942 года посёлок Талицы был административно подчинён рабочему посёлку Мугреевский. В годы Великой Отечественной войны и после неё, до 1946 года, в лагере близ посёлка содержались военнопленные: немцы, итальянцы, венгры, румыны и поляки. Здесь же действовала антифашистская школа для их идеологической переподготовки, одним из преподавателей которой был Рудольф Дёллинг.
В 1990 году был вновь образован Талицкий поселковый Совет. В 1991 году посёлок Талицы был преобразован в посёлок городского типа. Участок узкоколейной железной дороги Шуя — Талицы был разобран в 1993—1995 годах.

### Современность
С 1 октября 2004 года, согласно закону Ивановской области от 12.07.2004 № 113-ОЗ, рабочий посёлок Талицы был преобразован в село. С 2005 года Талицы являлись центром Талицкого сельского поселения, которое в 2017 году было объединено с Мугреевским сельским поселением в Талицко-Мугреевское сельское поселение с административным центром в Талицах.

## Население
| 2002 | 2010  |
| ---- | ----- |
| 6215 | ↘5677 |

## Инфраструктура и экономика
Основу экономики села составляет деятельность учреждений УФСИН России по Ивановской области. В Талицах расположено Объединение исправительных колоний № 11, включающее ИК-2 (строгого режима) и ИК-6 (общего режима), а также Лечебно-исправительное учреждение № 8.
В селе развита социальная инфраструктура:
- Образование: Талицкая средняя общеобразовательная школа (основана в 1930 году как фабрично-заводская семилетка, с 1980 года располагается в новом трёхэтажном здании)[7] и детский сад на 140 мест[2].
- Здравоохранение: функционируют медико-санитарная часть для сотрудников УИС, офис врача общей практики и две аптеки[2].
- Культура и быт: имеется Дом культуры со спортивным залом, модельная сельская библиотека[8], отделение почты, филиал Сбербанка, два кафе и несколько магазинов[2].